# Radzanów (Białobrzegi)
Pour les articles homonymes, voir Radzanów.
Radzanów (prononciation : [raˈd͡zanuf]) est un village polonais de la gmina de Radzanów dans le powiat de Białobrzegi de la voïvodie de Mazovie dans le centre-est de la Pologne.
Le village est le siège administratif de la gmina appelée gmina de Radzanów.
Il se situe à environ 14 kilomètres au sud-ouest de Białobrzegi (siège du powiat) et à 75 kilomètres au sud de Varsovie (capitale de la Pologne).
Le village possède une population de 356 habitants en 2000.

## Histoire
De 1975 à 1998, le village appartenait administrativement à la voïvodie de Radom.